# The Suffering: Ties That Bind
The Suffering: Ties That Bind – komputerowa gra akcji wydana 27 września 2005 roku. Jest to kontynuacja The Suffering. Twórcą The Suffering 2 jest Surreal Software, a wydawcą firma Midway.
W The Suffering 2 gracz obejmuje kontrolę nad człowiekiem Torque, a fabuła kontynuacji rozpoczyna się w momencie, gdy kończy się wcześniejsza gra. Torque, człowiek oskarżony o zabójstwo żony i dzieci, musi oczyścić się z zarzutów.